# Tambon Sathan
Tambon Sathan (Thai: สถาน) is een tambon in de amphoe Chiang Khong in de changwat Chiang Rai. De tambon telde in 2005 9.453 inwoners en bestaat uit 16 mubans.